# Золотореченское городское поселение
Городско́е поселе́ние «Золотореченское» — муниципальное образование в Оловяннинском районе Забайкальского края Российской Федерации.
Административный центр — пгт Золотореченск.

## История
Статус и границы городского поселения установлены Законом Читинской области от 19 мая 2004 года «Об установлении границ, наименований вновь образованных муниципальных образований и наделении их статусом сельского, городского поселения в Читинской области»

## Население
| 2009  | 2010  | 2011  | 2012  | 2013  | 2014  | 2015  |
| ----- | ----- | ----- | ----- | ----- | ----- | ----- |
| 1602  | ↘1442 | ↘1412 | ↘1322 | ↘1263 | ↘1206 | ↘1152 |
| 2016  | 2017  | 2018  | 2019  | 2020  | 2021  |       |
| ↘1134 | ↘1103 | ↘1064 | ↘1007 | ↘957  | ↗1024 |       |

## Состав городского поселения
| № | Населённый пункт | Тип населённого пункта      | Население |
| - | ---------------- | --------------------------- | --------- |
| 1 | Золотореченск    | пгт, административный центр | ↗1024     |